# Arhitektura u 1712.
◄◄ | ◄ | 1709. | 1710. | 1711. | 1712.  | 1713. | 1714. | 1715. | ► | ►►
Arhitektura • Astronomija • Biologija • Glazba • Kazalište • Kemija • Kiparstvo • Knjige • Književnost • Kršćanstvo • Medicina • Politika • Pravo • Promet • Slikarstvo • Znanost
Arhitektura u 1712.

## Hrvatska i u Hrvata

### Zgrade i druge građevine
- 1. kolovoza — Početak gradnje osječke Tvrđe.[1]

## Vanjske poveznice
|  | Zajednički poslužitelj ima još gradiva o temi Arhitektura u 1710-im |